# Yayue
Le yayue est à l'origine une forme de musique classique et de danse exécutée à la cour royale et dans les temples de la Chine ancienne. Les conventions de base du yayue sont établies durant la dynastie Zhou de l'Ouest. Avec la loi et les rites, il forme à l'époque la représentation formelle du pouvoir politique aristocratique.
Le mot ya (雅) est utilisé pendant la dynastie Zhou pour désigner une forme de texte de chanson utilisé à la cour et recueillis dans le Shijing. Le terme yayue lui-même appaît dans les Entretiens de Confucius,, où le yayue est considéré par Confucius comme le genre de musique qui est bon et bénéfique, contrairement à la musique populaire originaire de l'état de Zheng qu'il juge décadente et corrompue,. Le yayue est donc considéré dans le système confucéen comme la bonne forme de musique qui est raffinée, améliorée et essentielle pour le développement personnel, et qui peut symboliser une bonne et stable gouvernance,. Cela inclut le genre de musique cérémonielle solennelle utilisée à la cour, ainsi que la musique rituelle dans les temples, y compris celles utilisées dans les rites confucéens. Dans un sens plus large, yayue peut également désigner une forme de musique chinoise qui se distingue de la forme de musique populaire appelée suyue (俗樂) ou « musique non cultivée », et peut donc également inclure la musique des lettrés telle que la musique qin,.
Le yayue de cour a en grande partie disparu de Chine, bien qu'il ait existé des tentatives modernes pour sa reconstruction. À Taïwan, le yayue est exécuté dans le cadre d'une cérémonie confucéenne, et en Chine sous une forme renouvelée en tant que divertissement pour les touristes. D'autres formes de yayue se trouvent encore dans certaines parties de l'Asie de l'Est, notamment le gagaku au Japon, l'a-ak en Corée et le nhã nhạc au Vietnam. Bien que le même mot soit utilisé dans ces pays (mais prononcé différemment), la musique ne correspond pas forcément au yayue chinois. Les a-ak coréens ont cependant conservé des éléments du yayue de la dynastie Song longtemps perdus en Chine,.

## Histoire
Selon la tradition, le yayue est créé par le duc de Zhou sur ordre du roi Wu de Zhou, peu de temps après la conquête de Shang par ce dernier. Des éléments de traditions chamaniques ou religieuses, ainsi que de l'ancienne musique folklorique chinoise, sont incorporés dans le yayue. La danse en Chine est également étroitement associée à la musique yayue, chaque pièce de yayue peut être associée à une danse cérémonielle ou rituelle. Les pièces yayue les plus importantes de la dynastie Zhou sont les Six Grandes Danses, chacune associée à une figure légendaire ou historique – Yunmen Dajuan (雲門大卷), Daxian (大咸), Daqing (大磬 ou Dashao大韶), Daxia (大夏), et Dahu (大濩), Dawu (大武),,.
Le Classique des rites répértorie un certain nombre de situations où le yayue peut être exécuté. Celles-ci comprennent des cérémonies en l'honneur du Ciel et de la Terre, les dieux ou les ancêtres. Il y a aussi des règles détaillées sur la façon dont elles doivent être exécutées lors des réunions diplomatiques. Le yayue est également utilisé dans des activités de plein air, telles que des concounrs de tir à l'arc aristocratique, lors d'expéditions de chasse et après l'exécution d'une campagne militaire réussie. Le yayue se caractérise par la rigidité de ses règles et sa formalité. Lorsqu'il est exécuté, il est majestueux et formel, servant à distinguer les classes aristocratiques. Il était parfois aussi accompagné de paroles. Certains d'entre elles sont conservés dans le Classique des vers.
Avec le déclin de la cérémonie dans les relations interétatiques de la période des Printemps et Automnes, le yayue perd aussi de son importance. Confucius déplore le déclin de la musique classique et des rites. On dit que le marquis Wen de Wei (en) préférait la musique populaire de Wei et Zheng à l'ancienne musique de cour, à laquelle il s'endort,.
Une grande partie du yayue de la dynastie Zhou continue dans la dynastie Qin. Cependant, certaines pièces semblent avoir été perdues ou ne sont plus jouées par la dynastie Han, et le contenu et la forme du yayue sont modifiés au cours de cette dynastie ainsi que des suivantes. Durant la dynastie Tang des éléments de musique populaire sont ajoutés au yayue. Cependant, la forme de musique dominante à la cour Sui et Tang était la musique de divertissement pour les banquets appelée yanyue (燕樂), et le terme yayue devient réservé à la musique des rituels confucéens utilisés dans les temples de la famille impériale et de la noblesse ainsi que dans les temples confucéens.
Durant la dynastie Song, avec le néoconfucianisme devenant la nouvelle orthodoxie, le yayue gagne à nouveau de l'importance avec un développement majeur, et un orchestre yayue à cette époque se compose de plus de 200 instrumentistes. Deux textes importants de la dynastie Song décrivant des représentations de yayue sont l'explication complète du classique de l'étiquette et de son commentaire (儀禮經傳通解) de Zhu Xi  et la collection de musique (樂書) de Chen Yang (陳暘). En 1116, un don de 428 instruments yayue ainsi que 572 costumes et objets de danse est offert à la Corée par l'empereur Huizong à la demande de l'empereur Yejong de Goryeo. Par conséquent, des éléments de la musique yayue de la dynastie Song, tels que des mélodies, sont toujours conservés en Corée.
Certaines formes de yayue survivent dans les cérémonies et les rituels impériaux jusqu'à la chute de la dynastie Qing, lorsque la période impériale de la Chine prend fin. Cependant, le yayue est toujours exécuté dans le cadre d'un rituel confucéen en Chine jusqu'à la prise de pouvoir communiste en 1949, date à laquelle il disparaît complètement. Le yayue connaît un renouveau dans les rituels confucéens à Taïwan depuis la fin des années 1960 et en Chine continentale depuis les années 1990. Un effort moderne majeur de recherche et de reconstruction du yayue de la cour impériale est lancée à Taïwan dans les années 1990, et en Chine continentale, une représentation de musique yayue en 2009 par l'ensemble de musique yayue de l'Université de Nanhua (en) à Pékin stimule également l'intérêt pour cette forme de musique. L'authenticité de ces musiques et danses yayue ravivées et recréées est cependant disputée, en particulier l'utilisation d'instruments modernes et de diverses substitutions plutôt que les formes plus anciennes et originelles. Néanmoins certains ont soutenu que ces musiques et danses ont toujours changé au fil du temps, à travers les dynasties successives, et que tout changement introduit à l'ère moderne doit être vu sous cet angle,.

## Performance
L'orchestre yayue de cour peut être divisé en deux ensembles distincts qui peuvent représenter le yin et le yang, un plus petit (le yin ) qui est censé jouer sur les terrasses d'un bâtiment, et un plus grand (le yang ) qui se produit dans la cour,. Le plus petit ensemble se compose principalement de cordophones (comme les cithares qin et se (en)) et d'aérophones (comme les flûtes dizi et xiao et les flûtes de pan), ainsi que de chanteurs. Le plus grand ensemble est principalement instrumental et contient toutes les catégories d'instruments de musique avec les musiciens disposés dans cinq directions (quatre points cardinaux et le centre) dans la cour. Les instruments à vent occupant le centre, et les cloches de bronze et les carillons de pierre aux quatre côtés, tandis que les tambours occupent les quatre coins. À l'avant se trouvent deux instruments en bois, utilisés pour marquer le début et la fin d'une pièce. La musique "extérieure" dans la cour était destinée à la louange du ciel, et la taille et la disposition de l'orchestre varient selon l'importance de l'occasion, tandis que la musique "intérieure" était utilisée pour exalter la vertu des empereurs et de leurs ancêtres.

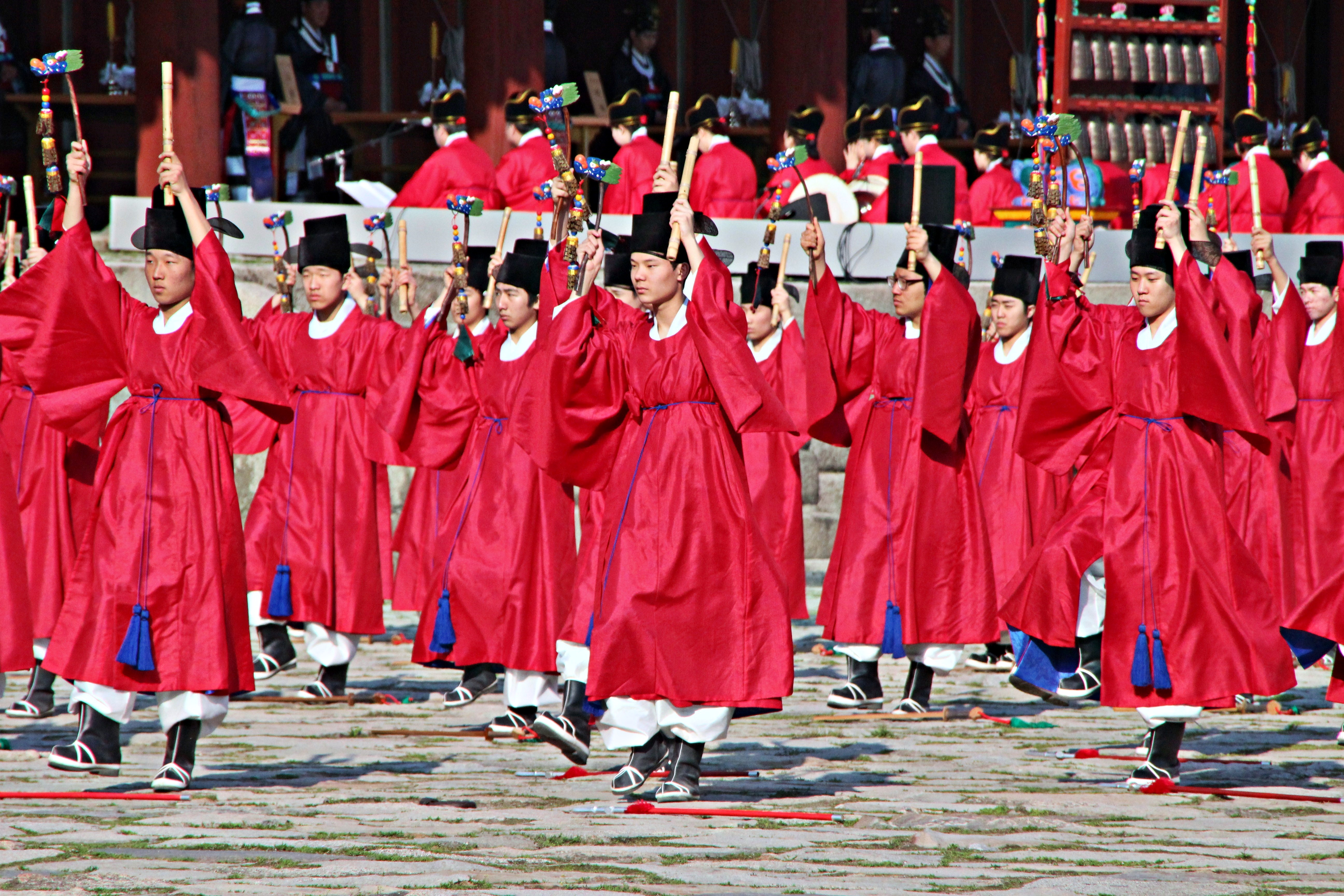
Une danse exécutée au dans le temple confucéen Jongmyo en Corée

La musique est généralement lente et majestueuse, et monophonique avec peu de variété rythmique. Lorsqu'elle est chanté, il y a de quatre à huit temps par phrase selon le nombre de mots dans le texte. Les musiques jouées dans les cours sont accompagnées de danses, et le nombre de danseurs varie strictement en fonction du rang et du statut social du mécène. L'empereur peut avoir le plus grand nombre de musiciens et de danseurs (64 danseurs dans huit rangées de huit), tandis qu'un noble ou un ministre en chef peut avoir un ensemble plus petit et 36 danseurs (six rangées de six), et un officier inférieur encore moins (quatre par quatre ou deux par deux). Dans les rituels confucéens, la danse à six rangs (六佾舞) est à l'origine exécutée comme le requiert le statut de Confucius. Plus tard, la danse à huit rangs (八佾舞) est également exécutée car Confucius reçoit divers titres royaux posthumes, par exemple le titre de Roi Wenxuan (文宣王) qui est accordé par l'empereur Xuanzong de la dynastie Tang,. Les danses sont divisées en deux types : la danse civile et la danse militaire. Dans la danse civile, les danseurs tiennent une flûte yue (籥) dans leur main gauche et un panache de plumes (羽) dans leur main droite, tandis que dans la danse militaire, le danseur peut tenir un bouclier (干) dans la main gauche et une hache de guerre (戚) dans la main droite.

## Instruments utilisés

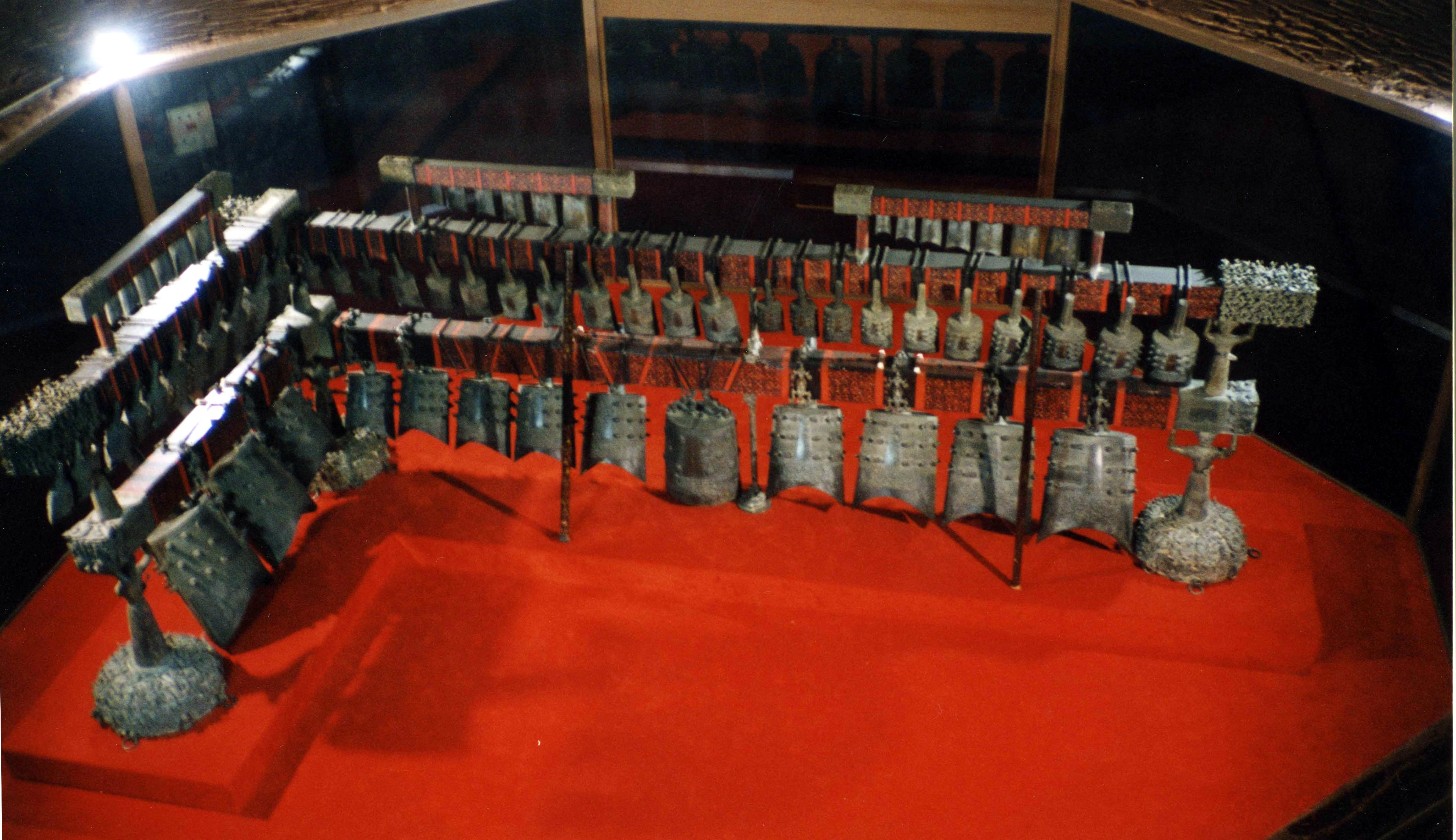
Ensemble de cloches en bronze (Bianzhong) de la tombe du marquis Yi de Zeng, daté de 433 av. n. è.

La musique yayue n'utilise pas n'importe quel type d'instruments de musique traditionnels chinois, mais n'en inclut qu'une petite sélection, parmi les plus anciens, selon les huit catégories de matériaux utilisés dans leur construction:

### Soie (絲)
- Gǔqín (古琴) - Cithare sans frettes à sept cordes
- Sè (en) (瑟) - cithare à 25 cordes avec chevalets mobiles (les sources anciennes disent 13, 25 ou 50 cordes)

### Bambou (竹)
- Dízi (笛子) – Flûte traversière en bambou
- Xiāo (簫) – Flûte droite
- Páixiāo – Flûtes de Pan
- Chí (篪) – Ancienne flûte chinoise

### Bois (木)
- Zhù (en) (柷) - Une boîte en bois qui se rétrécit à partir du bas, jouée en frappant un bâton à l'intérieur, utilisée pour marquer les temps ou les sections
- Yǔ (en) (敔) - Un instrument de percussion en bois sculpté en forme de tigre avec un dos dentelé, joué en passant un bâton à travers elle et pour marquer les extrémités des sections

### Pierre (石)
- Biānqìng  – Un râtelier avec 16 tablettes de pierre suspendues (généralement de la néphrite) frappées à l'aide d'un maillet

### Métal (金)
- Biānzhōng (編鐘) - 16 cloches en bronze dorées accrochées à un râtelier, frappées à l'aide d'un maillet
- Fāngxiǎng (en) – Un ensemble de pièces métalliques accordées (métallophone)

Fangxiang

### Argile (土)
- Xūn (塤) – Ocarina en terre cuite

### Poche/gourde (匏)
- Shēng (笙) - Un orgue de bouche (en) à hanche libre composé d'un nombre variable de tuyaux en bambou insérés dans une chambre de gourde avec des trous pour les doigts
- Yú (en) (竽) - Un ancien orgue de bouche à hanche libre similaire au shēng mais généralement plus grand.

### Peau (革)
- Gǔ (en) – (鼓) – Tambour

## Yayue en Asie de l'Est

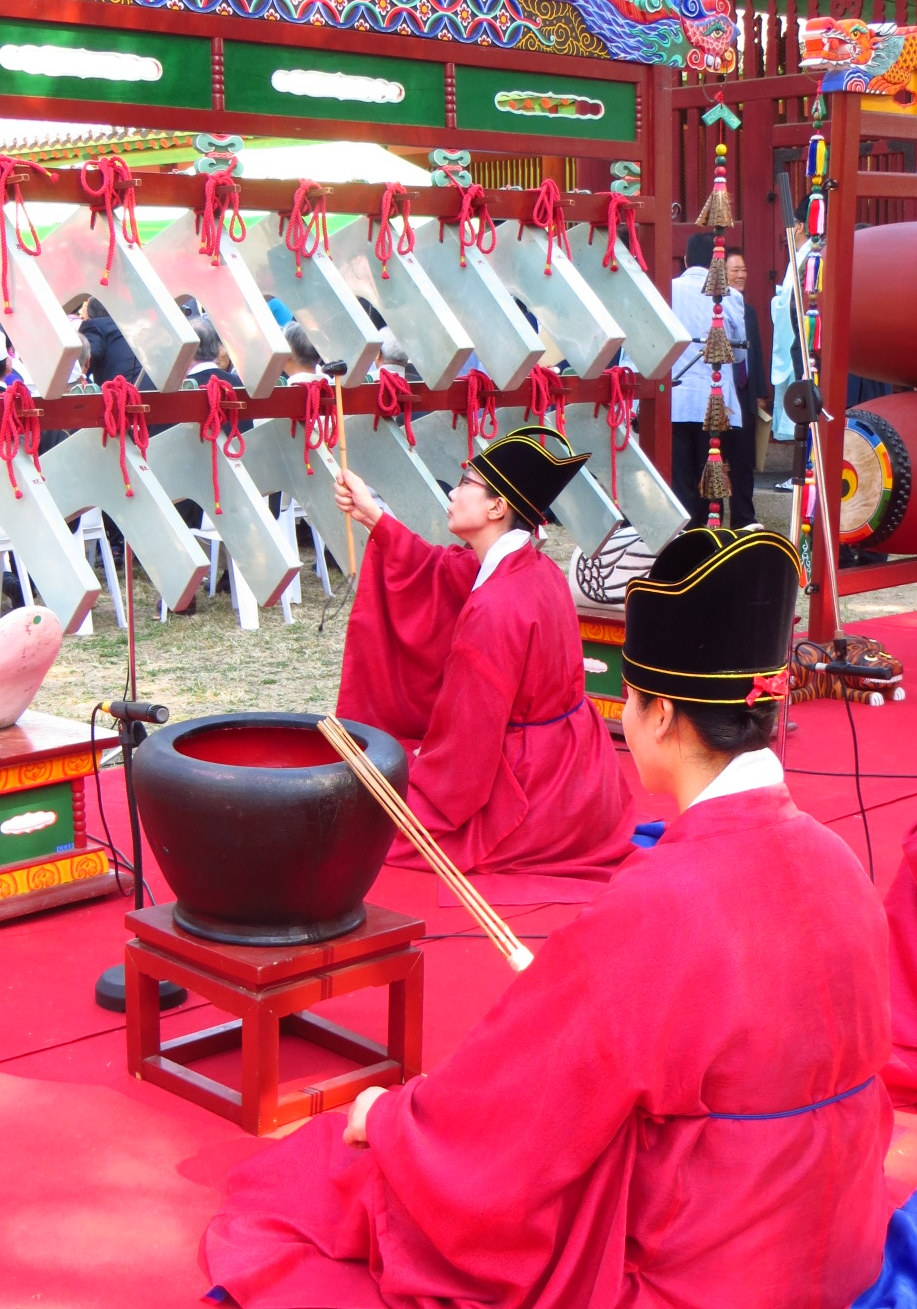
Des musiciens coréens a-ak frappant un pyeongyeong (dérivé du bianqing), et un pot en argile appelé bu (dérivé de fou) lors d'un rituel confucéen au sanctuaire, Sungkyunkwan seowon à Séoul

En chinois, japonais, coréen et vietnamien, les caractères chinois yayue (雅樂) se prononcent différemment. La forme et le contenu de yayue dans ces pays peuvent différer sur des aspects importants.

### Japon
Le gagaku est un type de musique classique japonaise joué à la cour impériale depuis plusieurs siècles. Il se distingue dans la forme et le contenu du yayue chinois, et se compose de musique religieuse et folklorique shinto, une forme Goguryeo et mandchourienne, appelé komagaku, et une forme chinoise et sud-asiatique, appelé tōgaku (en).

### Corée
En coréen, le yayue s'appelle '아악' ( Aak — 아=雅, 악=樂). Il est importé en Corée au XIIe siècle et préserve encore une partie de la musique de la dynastie Song.

### Viêt Nam
Au Vietnam, yayue se prononce 'Nhã nhạc' (Nhã=雅, nhạc=樂). Il est introduit au Vietnam aux alentours de la dynastie Song et est principalement influencé plus tard par la cour de la dynastie Ming en Chine. Il prospère davantage après la dynastie Lê jusqu'à la dynastie Nguyễn, qui a prend fin au XXe siècle. Il est toujours joué dans la ville de Huế.

### Extrait musical
- Un extrait musical yayue d'un rituel confucéen est disponible sur le wikipédia en anglais.